# Friedrich Gladenbeck

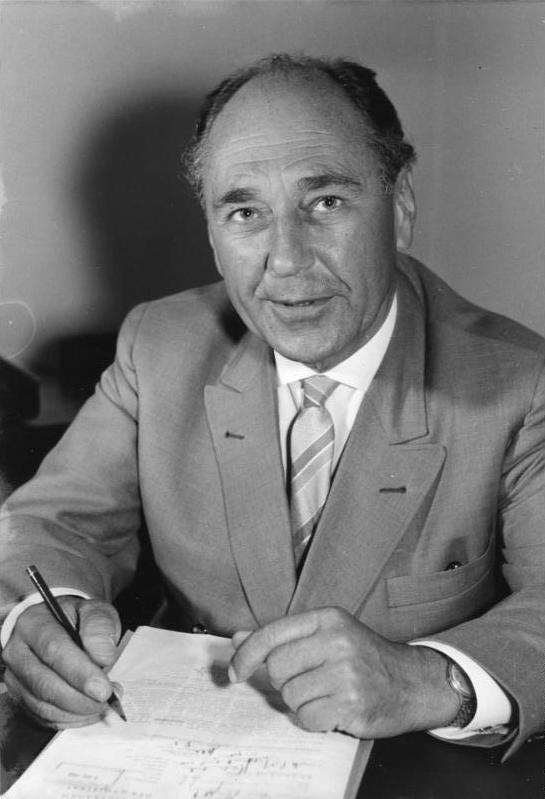
Friedrich Gladenbeck
(ca. 1959)

Hermann Gerhard Joachim Friedrich Gladenbeck (* 21. November 1899 in Friedrichshagen bei Berlin; † 13. September 1987 in Bonn) war ein deutscher Elektroingenieur, Herausgeber, Manager, Hochschullehrer und Ministerialbeamter. Von 1954 bis 1959 war er Staatssekretär im Bundesministerium für das Post- und Fernmeldewesen.

## Leben und Beruf
Nach einem Elektrotechnikstudium an der TH Berlin arbeitete Gladenbeck im Entwicklungslabor von Siemens & Halske. 1925 trat er als Postreferendar bei der Reichspostdirektion Berlin ein und arbeitete als Postassessor beim dortigen Telegraphenzeugamt, der Reichspostdirektion Trier und dem Fernamt Berlin, wo er 1931 zum Telegraphendirektor aufstieg. Bald darauf wechselte er ins Reichspostzentralamt und 1933 ins Reichspostministerium, wo er im Bereich Weitverkehrsnetz arbeitete. 1935 wurde er Oberpostrat, 1938 Ministerialrat. Er arbeitet in dieser Zeit an der Einführung des hochfrequenten Drahtfunks. Am 21. Dezember 1938 wurde er Präsident der Forschungsanstalt der Deutsche Reichspost. Dort richtete er die Reichspost-Fernsehgesellschaft ein, die unter seiner Leitung einen Fernseh-Empfänger konstruierte, der auf der Funkausstellung 1939 vorgestellt wurde und nur 600 RM kosten sollte.
1941 wurde er zum Honorarprofessor an der Universität Heidelberg ernannt, 1942 erwarb er den Dr. rer. nat. Außerdem verlieh ihm die TH Berlin in Würdigung seiner Verdienste um den hochfrequenten Drahtfunk den Dr.-Ing. e. h. 1942 wechselte er in den Vorstand der AEG, wo er als Vorstand für das Fernmeldewesen zuständig war. Außerdem wurde er im Rahmen einer im selben Jahr stattfindenden Umstrukturierung des Reichsforschungsrates zum Bevollmächtigten für fernsteuerungstechnische Forschung, wozu im Verlauf des Krieges noch weitere Funktionen hinzu kamen. Im Mai 1944 wurde er im Auftrag von Albert Speer Leiter der Sonderkommission elektrotechnisches Zubehör zu Munition (SKZM). Im September 1944 erteilte ihm Speer eine Sondervollmacht für die beschleunigte Lösung des Problems der zielsuchenden Luft-Luft-Rakete. Gladenbeck war somit neben Waldemar Petersen und Hans Heyne eine der führenden Personen in der AEG-Rüstungsforschung.
1946 trat er bei der Reichspostoberdirektion für die britische Zone BZRPO ein, wo er ein Entwicklungsinstitut aufbaute. 1950 wurde er Präsident der Oberpostdirektion Hamburg. 1952 wurde er zum Ministerialdirektor befördert und erhielt den Titel Chefingenieur der Deutschen Bundespost. Von 1954 bis 1959 war er Staatssekretär im Bundespostministerium.
Gladenbeck war über viele Jahre auch Herausgeber des Jahrbuchs des Elektrischen Fernmeldewesens.

## Auszeichnungen
- 1942: Dr.-Ing. e. h. der TU Berlin
- 1969: Philipp-Reis-Plakette[5]